# West Khasi Hills
West Khasi Hills (engelska: West Khasi Hills District) är ett distrikt i Indien.   Det ligger i delstaten Meghalaya, i den östra delen av landet, 1 400 km öster om huvudstaden New Delhi. Antalet invånare är 383 461. Arean är 5 247 kvadratkilometer. West Khasi Hills gränsar till Darrang.
Terrängen i West Khasi Hills är bergig österut, men västerut är den kuperad.
Följande samhällen finns i West Khasi Hills:
- Nongstoin
- Mairang